# Siedenlangenbeck
Siedenlangenbeck ist ein Ortsteil der Gemeinde Kuhfelde der Verbandsgemeinde Beetzendorf-Diesdorf im Altmarkkreis Salzwedel in Sachsen-Anhalt.

## Geographie
Siedenlangenbeck, ein Angerdorf mit Kirche, liegt etwa 12 km südwestlich der Kreisstadt Salzwedel in der Altmark und 20 km östlich bzw. südlich der Landesgrenze zu Niedersachsen.
Der Ortsteil umfasst eine Fläche von 18,55 km² und liegt naturräumlich am Übergang von der Mildeniederung im Osten in die Jeetze-Dumme-Lehmplatte im Westen. Es erstreckt sich von der Jeetze und der Hartau im Osten (ca. 25 m ü. NHN) langsam ansteigend bis an den Rand des Waldgebietes Bierstedter Holz im Westen, wo mit 89 m die höchste Erhebung von Siedenlangenbeck erreicht wird. Im äußeren Nordosten des Ortsteils wird am Hüttenberg Kies abgebaut.
Nachbarorte sind Hohenlangenbeck im Westen, Leetze im Nordwesten, Wöpel im Norden, Groß Gischau im Südosten und Püggen im Südwesten.

## Geschichte

### Mittelalter bis Neuzeit
Im Jahre 1112 wurde ein Ort namens Langebecke (Langenbeck) genannt. Dem Kloster Hamersleben gehörten dort fünf Höfe. Im Jahre 1178 wurde ein Ort namens lungebike (Langenbeck) genannt, der Kloster Hamersleben gehörte.
Ob obiges Langenbeck in den Urkunden für Siedenlangenbeck oder Hohenlangenbeck steht, lässt sich nicht genau sagen, da sind sich die Historiker heute einig.
Im Landbuch der Mark Brandenburg von 1375 werden bereits beide Langenbecks aufgeführt: Langebeke und Wendischen Langebeke, die beide dem Kloster Dambeck gehören.
Obiges Langebeke wurde später Deüdsche Langebegk, Teutschen Langebeck, 1775 Nieder- oder Sieden-Langenbeck und 1804 Sieden- oder Deutsch Langenbeck genannt.
Bei der Bodenreform wurden 1945 ermittelt: 29 Besitzungen unter 100 Hektar hatten zusammen 501, eine Kirchenbesitzung hatte 2,7 Hektar, der Gemeinde gehörten 2,9 Hektar Land.

### Archäologie
1934 wurden steinzeitliche Funde an der Kattinschenburg bei Siedenlangenbeck oder Katherinenburg bei Siedenlangenbeck beschrieben, die im Jahre 1932 entdeckt worden waren. Sie wurden beschrieben als Schaber, Kratzer, Bohrer und Klingen sämtlich aus Feuerstein durch Schlag und Druckdengelung geformt.
Auf historischen Messtischblättern ist die Katinkenburg dargestellt, ein Ringwall, der von der ehemaligen Bahnlinie durchschnitten wird. Er liegt 3 Kilometer südlich des Dorfes in der Gemarkung Rohrberg in der Hartauniederung.

### Eingemeindungen
Siedenlangenbeck gehörte ursprünglich zum Salzwedelischen Kreis der Mark Brandenburg in der Altmark. Von 1807 bis 1813 lag es im Kanton Beetzendorf auf dem Territorium des napoleonischen Königreichs Westphalen. Nach weiteren Änderungen kam es 1816 in den Kreis Salzwedel, den späteren Landkreis Salzwedel im Regierungsbezirk Magdeburg in der Provinz Sachsen in Preußen.
Am 20. Juli 1950 wurde die Gemeinde Wöpel aus dem Landkreis Salzwedel in die Gemeinde Siedenlangenbeck eingemeindet. Am selben Tag erfolgte der Zusammenschluss der Gemeinden Hohenlangenbeck und Leetze aus dem Landkreis Salzwedel zur neuen Gemeinde Heidberg. Am 1. März 1973 wurde diese Gemeinde Heidberg aus dem Kreis Salzwedel eingemeindet.
Bereits bei der Auflösung des Gutsbezirks Tylsen am 30. September 1928 war das Vorwerk Wötz mit der Landgemeinde Leetze vereinigt worden. Der Ortsteil Wötz kam demnach am 30. September 1928 von Tylsen zu Leetze, am 20. Juli 1950 dann zu Heidberg und am 1. März 1973 zu Siedenlangenbeck.
Durch einen Gebietsänderungsvertrag beschlossen die Gemeinderäte der Gemeinden Kuhfelde, Siedenlangenbeck, Valfitz und Püggen, dass ihre Gemeinden aufgelöst und zu einer neuen Gemeinde mit dem Namen Kuhfelde vereinigt werden. Dieser Vertrag wurde vom Landkreis als unterer Kommunalaufsichtsbehörde genehmigt und trat am 1. Juli 2009 in Kraft. Seit 2011 gehört die Gemeinde Kuhfelde mit ihren Mitgliedsgemeinden zur Verbandsgemeinde Beetzendorf-Diesdorf mit Sitz in Beetzendorf.
Seit dem 1. Juli 2009 gehören also der neue Ortsteil Siedenlangenbeck und die früheren Ortsteile der Gemeinde Siedenlangenbeck – das sind Hohenlangenbeck, Leetze, Wöpel und Wötz zur Gemeinde Kuhfelde.

### Einwohnerentwicklung
| Jahr | Einwohner |
| ---- | --------- |
| 1734 | 114       |
| 1774 | 126       |
| 1789 | 109       |
| 1798 | 120       |
| 1801 | 110       |
| 1818 | 130       |

| Jahr | Einwohner |
| ---- | --------- |
| 1840 | 204       |
| 1864 | 230       |
| 1871 | 225       |
| 1885 | 212       |
| 1892 | [00]244   |
| 1895 | 226       |

| Jahr | Einwohner |
| ---- | --------- |
| 1900 | [00]255   |
| 1905 | 266       |
| 1910 | [00]293   |
| 1925 | 275       |
| 1939 | 259       |
| 1946 | 443       |

| Jahr | Einwohner |
| ---- | --------- |
| 1964 | 364       |
| 1971 | 332       |
| 1981 | 496       |
| 1993 | 438       |
| 2006 | 466       |
| 2007 | 464       |

| Jahr | Einwohner |
| ---- | --------- |
| 2015 | [00]149   |
| 2018 | [00]142   |
| 2020 | [00]143   |
| 2021 | [00]138   |
| 2022 | [00]148   |
| 2023 | [0]146    |

Quelle, wenn nicht angegeben, bis 2006:

## Religion
Die evangelischen Christen aus Siedenlangenbeck gehören zur Kirchengemeinde Kuhfelde, die zur Pfarrei Kuhfelde gehörte. Heute gehört die Kirchengemeinde zum Kirchspiel Kuhfelde und zum Pfarrbereich Salzwedel, St. Katharinen des Kirchenkreises Salzwedel im Bischofssprengel Magdeburg der Evangelischen Kirche in Mitteldeutschland.

## Politik

### Wappen
Blasonierung: „In Grün eine silberne Windmühle mit 6 (3:3) pfahlweise gestellten schwarzen Fensteröffnungen und goldenen Flügeln, begleitet von je einer silbernen Pflugschar, im goldenen Schildfuß ein blauer Wellenbalken.“
Das Wappen wurde vom Heraldiker Uwe Reipert gestaltet.

### Flagge
Die Flagge der Gemeinde ist Grün – Weiß – Grün gestreift und auf dem breiteren weißen Mittelstreifen mit dem Gemeindewappen belegt. (Hissflagge: Streifen von oben nach unten, Querflagge: Streifen von links nach rechts verlaufend)

## Sehenswürdigkeiten
- Die evangelische Dorfkirche in Siedenlangenbeck ist ein mittelalterlicher Feldsteinbau mit einem Fachwerkturm über dem Westteil und einer ornamental bemalten Balkendecke.[24] Sie war eine Filialkirche der Kirche in Kuhfelde.[25]

## Verkehrsanbindung
Das Dorf ist im Gegensatz zu den meisten Gebieten der Altmark verkehrstechnisch gut erschlossen. Es liegt unmittelbar östlich der Bundesstraße 248, die das Gemeindegebiet von Südwesten nach Nordosten durchquert und von Rohrberg nach Salzwedel führt. Die durch Siedenlangenbeck führende Bahnstrecke Oebisfelde–Salzwedel von Kusey nach Salzwedel wurde 2004 stillgelegt.